# Стеван Дамјановић Леко
Стеван Дамјановић — Леко (Слијепчевићи, 1908 — Мајевица, 9. август 1945) био је потпуковник Југословенске војске, командант Мајевичког корпуса и Церско-мајевичке групе корпуса Југословенске војске у Отаџбини у Другом светском рату. На планини Мајевици су поред његове постојале још две четничке групе којима су командовали Радивоје Керовић и Ђуро Бижић, сви заједно су били под командом армијског генерала Драгољуба Драже Михаиловића.

## Биографија
Стеван Дамјановић је рођен 1908. године у Слијепчевићама код Брчког као други по старости од четири сина Боже Дамјановића командантовог оца, и мајке Петре (рођене Божић из Г. Чађавице). Најстарији син ове породице — Милорад једини се није школовао и остао је да обрађује велико имање Дамјановића, које су ови стекли куповањем беглука, а својим радом имао је породични задатак да помогне школовање млађе браће. Његов брат Јово је био инжињеријски наредник и страдао је као припадник Југословенске војске у Отаџбини.
Дамјановић је завршио основну школу у оближњем Брезовом Пољу, а средњу трговачку школу у Бијељини, где је био познаник и са Мухамед-бегом Прељубовићем, једним од ретких муслимана који ће касније бити блиски Дражин сарадник. Након тога, Стеван завршава 1931. године 56. класу Ниже школе Војне академије у Београду, а затим похађа и Вишу школу Војне академије у Београду.

### Други светски рат
Почетак Другог светског рата је затекао капетана друге класе Стевана Дамјановића баш у Бијељини на месту командира 4. митраљеске чете у 6. пешадијском пуку „Краљ Александар Први” у Церској дивизији. Већ 6. априла 1941. године добија наређење да се крене у правцу Смедеревске Паланке, да би у ратном метежу дошао до Чачка и Ужица где је његова јединица имала већи оружани сукоб са Немцима 14. априла, када је и рањен Лекин командант батаљона, па је на његово место за команданта батаљона именован капетан Дамјановић.
Већ 17. априла је пао у немачко ропство у Ужичкој Пожеги, али је исте ноћи успео да побегне.
Вероватно је Дража капетану Стевану Дамјановићу дао надимак Леко и упутио га у његов родни крај да организује наставак борбе против окупатора и да пружи отпор усташком геноциду над Србима. Заједно са Ристом Ћуковићем и још неколико десетина четника стигао је 20/21. августа 1941. године на Мајевицу, у Тобут код куће Керовића. Ту је убрзо извршио повезивање са свим оним људима који нису били предали оружје и који нису признавали окупацију.
Све до фебруара 1942. године сви четнички устаници и припадници партизанског покрета били су заједно, иако је било међусобног ривалитета. Леко је у таквим условима тешко успевао да испуни задатак и да изврши реорганизацију свих мајевичких четника.
Међутим, захваљујући војничком знању, својим личним квалитетима и подршци народа, успео је да створи српске јединице нарочито у селима Подмајевице за одбрану од усташке агресије. Наравно, пре стварања корпуса 1944. године, Лека је прво створио Зворнички четнички одред, а наредбом мајора Јездимира Дангића од 1. новембра 1941. године. именован је за команданта овог одреда јачине око 200 људи. Тада су од четничких јединица у овој регији деловали само још: Брчански батаљон Аце Медунића, Драге Глигића у Семберији, батаљон Ђуре Бижића и батаљон Јоце Јаковљевића код манастира Тавне, а убрзо и одред команданта Керовића.
До средине 1942. године Лекине јединице су имале око 120 борби против непријатеља.
У првој великој ратној операцији на Мајевици усташе су након устаничког заузимања касарне у Лопарама 7-8. септембра 1941. године, са 4 батаљона снаге око 2. 000 људи на Усековање 11. септембра 1941. године у Тобуту спалиле куће Керовића и заједнички устанички штаб, а Леко у таквом сукобу није узимао учешће. Леко је некако управо у ово време 24. септембра 1941. године извршио значајнији ратни подухват, а то је била борба код Пиперачког моста када су његови устаници зауставили покољ усташа у српским селима. Следећа значајна ратна акција на Мајевици био је заједнички напад свих устаника на усташко упориште Корај, из кога су кретали многобројни злочиначки походи против локалног становништва. Тако је у новембру 1941. године из Кораја извршен покољ у коме су усташе побиле око 50 Срба у Пушковцу и Тутњевцу. Корај је нападан у два наврата те прве ратне године а у оба напада учествовале су удружене снаге ЈВуО и НОП-а.

### Разлаз и сукоб четника и партизана
Сукоб четника и партизана избио је још крајем 1941. године после неуспеха преговора Дража -Тито. Партизани су на Мајевици добили директиву да чим довољно ојачају униште четнике. Управо је Леко одлучио да прекине ову активност партизана и да их протера са Мајевице. Реч је о борбама четника и партизана 20-28. фебруара 1942. године, а почели су нападом на партизански штаб на Вукосавце када су погинули Цицин, Шпанац, Ирац и други партизански команданти. Већ сутрадан, Мајевички партизански одред је напао четнике и разбио њихов батаљон у Чађавици и чете у Брезовом Пољу и Сандићима. У нападу на надмоћније четничке снага на Мајевици, 26. фебруара, Одред је био делом разбијен. Један мањи део бораца је тада напустио Одреда, док се њих око 240 повукло, 28. фебруара у Бирач, где је од њих и делова Бирчанског партизанског одреда 25. марта формиран Други источнобосански ударни батаљон и Пратећа чета Главног штаба НОП одреда Босне и Херцеговине. Крајем марта и званично је расформиран Мајевички партизански одред.
Средином јануара 1942. године капетан Стеван Дамјановић Леко је ухапсио групу партизана, која је из Бирач прешла на Мајевицу. Међу ухапшенима партизанима били су Весо Гаврић, студент из Бијељине и Ибро Куносић, приватни намештеник из Тузле, обојица чланови КП Југославије. Штаб Мајевичког партизанског одреда тражио је од Дамјановића да пусти ухапшене партизане, али је он то одбијао, желећи да изазове сукоб са партизанима. Партизани су избегавали сукоб јер су били војнички слабији, и чекали су да се повежу са Одредом из Шековића.
Знајући да је обезбеђење Штаба Мајевичког одреда слабо, Радивоје Керовић и Стеван Дамјановић су са својим четницима опколили село Вукосавце и напали Штаб одреда, који се налазио у једно сеоској кући. У кућу је тада упала група четника с бомбама и пиштољима и на лицу места убила доктора Мустафу Мујбеговића, Перу Ћускића, и Крсту Попова. На ту пуцњаву су из суседне собе истрчали Иван Марковић Ирац и Фадил Јахић Шпанац, и ликвидирали четнике. Видевши да су опкољени, покушали су да бегом из куће, покушају да побегну. Искочили су кроз један од прозора куће и потрчали према једном потоку, где их је дочекала четничка заседа и обојицу убила.
У овом четничком нападу, погинуло је укупно 30 људи — чланова Штаба и бораца Мајевичког партизанског одреда.
Односи међу источнобосанским четницима били су затегнути око питања вођства. Стеван Ботић, локални првак Земљорадничке странке Милана Гавриловића је тражио аутономију у деловању и после хапшења мајора Јездимира Дангића 11. априла 1942. прогласио за команданта његовог штаба, мада је и даље признавао Михаиловића за свог номиналног команданта. Дамјановић се приклонио Михаиловићевом изасланику Драгославу Рачићу, који га је поставио за команданта Мајевичке четничке бригаде уместо Керовића. Односи између Рачића и Дамјановића са једне стране и Ботића, Керовића и Ђуре Бижића претворили су се у отворену нетрпељивост, услед чега је долазило до међусобних обрачуна и убистава.
Командант Церско-мајевичке групе корпуса, Стеван-Леко Дамјановић, и његов помоћник, војвода мајевичких четника Радивоје Керовић састајали су се током антипартизанске операције у источној Босни марта и априла 1944. са члановима штаба 13. СС „Ханџар” дивизије, са којима су се договорили о сарадњи у откривању и уништавању партизанских сарадника и партизанских болница које су остале у североисточној Босни. Четници и есесовци успели су да открију већину сакривених болница, притом масакрирајући болничко особље, рањенике, цивиле осумњичене за везу са партизанима, као и чланове њихових породица.

### Однос са другим официрима
Командант Леко Дамјановић је одржавао сталне контакте са армијским генералом Драгољубом Дражом Михаиловићем, а имао је добре односе и са већином других четничких команданата. Имао је присне контакте са Рајом Бањичићем и професором Бакајлићем, једним од идеолога и главних четничких теоретичара по коме се данас у Бијељини назива једна улица, а такође и са Савом Ивковићем и другим значајним Србима овог краја. Свој штаб је најчешће држао у Подрињу у планинском пределу изнад Роћевића.

### Смрт
Потпуковник Дамјановић је један од ретких који је успео да преживи битку на Зеленгори 1945. године. Са њим је кроз борбу ишла и његова мајка, која није могла да га напусти. Сведочанство о томе оставио је командант Западно-моравске групе корпуса артиљеријски мајор Александар Милошевић:
Гледао сам како се одвијамо у колону. Био је то задњи пут када смо се могли ускупно погледати. Задњи заувек! (...) Код Мајевичана ми падоше у очи и неки неборци, а међу њима и једна крупна, већ у годинама сељанка. Капетан Лека беше баш ту крај ње. (...) Старица није могла даље пешице, а остати није хтела. Пошла је са сином у победу или смрт. Била је то мајка капетана Леке.
Дана 9. августа 1945. године, предвече, на Мајевици, под Дебелом липом, на месту званом Рупањ, убијени су Стеван Дамјановић Леко и Рајо Бањичић. Непосредно пре погибије Дамјановић и Бањичић су се крили у шумама Саве и тражили згодну прилику да успоставе везу са војводом Радивојем Керовићем. Када су, коначно преко неких јатака, успели да ступе у контакт са војводиним четницима и да се пребаце на Мајевицу, смислили су план, по којем је требало да се пребаце даље на југ, са другим четничким групама, са крајњем циљем да се докопају Грчке. Комунисти су већ држали власт по градовима и већим местима, притом контролишући главне саобраћајнице, па је пребацивање ишло јако тешко.
Када су се опремили храном и другим стварима неопходним за пут, Леко и Бањичић су кренули у пратњи самог војводе Керовића и групе његових пратилаца пут заказаног места, где је требало да их преузме Милош Еркић, са својим људима и спроведе даље, до следеће везе. Бекство Дамјановића и Бањичића је био разрађено до најситнијих детаља и у њега је било укључено велики број људи, од којих је јако мали број преживео рат, те је тако остало свега неколико сведока целог догађаја. Приликом издвајања групе која је требало да отпрати Леку и Рају до следеће везе, губи се сваки траг овој двојици четничких команданата. Могуће је да је убиство извршио сам Керовић, који се после тога потписивао командант Мајевичког четничког корпуса.

## Одликовања
- Орден Белог орла IV реда са мачевима